# 加蘭 (內布拉斯加州)
加蘭（英語：Garland）是位於美國內布拉斯加州蘇厄德縣的村。

## 人口
根據2020年美國人口普查的數據，加蘭的面積為0.43平方千米，皆為陸地。當地共有人口210人，而人口密度為每平方千米488人。